# Жихлін
Жи́хлін (пол. Żychlin) — місто в центральній Польщі.
Належить до Кутновського повіту Лодзького воєводства.

## Демографія
Демографічна структура станом на 31 березня 2011 року:
|          | Загалом | Допрацездатний вік | Працездатний вік | Постпрацездатний вік |
| -------- | ------- | ------------------ | ---------------- | -------------------- |
| Чоловіки | 4184    | 708                | 3005             | 471                  |
| Жінки    | 4562    | 628                | 2698             | 1236                 |
| Разом    | 8746    | 1336               | 5703             | 1707                 |